# آب‌انبار حاجی حسین عطار
آب‌انبار حاجی حسین عطار مربوط به دوره زند است و در شهرستان یزد، بخش مرکزی، دهستان گرد فرامرز، مجاور جاده قدیم یزد، تهران، روبروی کاروانسرای گرد فرامرز واقع شده و این اثر در تاریخ ۲۰ اردیبهشت ۱۳۸۶ با شمارهٔ ثبت ۱۹۰۸۴ به‌عنوان یکی از آثار ملی ایران به ثبت رسیده است.